# 2014 PN70
2014 PN70 är en transneptunsk asteroid som är belägen i Kuiperbältet. Den upptäcktes den 6 augusti 2014 av Rymdteleskopet Hubble och fick de preliminära beteckningarna 2014 PN70 och e31007AI.
Asteroiden är ett av de objekt som pekats ut som intressanta för en fly-by av New Horizons 
2014 PN70:s nästa periheliepassage är beräknad till den 30 november 2086.